# Belonogaster bicolor
Belonogaster bicolor är en getingart som beskrevs av Henri Saussure 1900. Belonogaster bicolor ingår i släktet Belonogaster och familjen getingar. Inga underarter finns listade.